# Segisaurus
Segisaurus halli
Genre
Espèce
Segisaurus (signifiant "lézard du canyon de Segi") est un genre éteint de petits dinosaures théropodes coelophysidés qui mesurait approximativement 1 mètre de long. Le seul spécimen connu a été découvert en 1933 dans la formation géologique des grès de Navajo dans le canyon de Tsegi en Arizona.
Cette formation est datée du Pliensbachien (Jurassique inférieur) soit il y environ entre 192,9 à 184,2 millions d'années.
Une seule espèce, connue par ce spécimen unique, est rattachée au genre : Segisaurus halli.

## Description

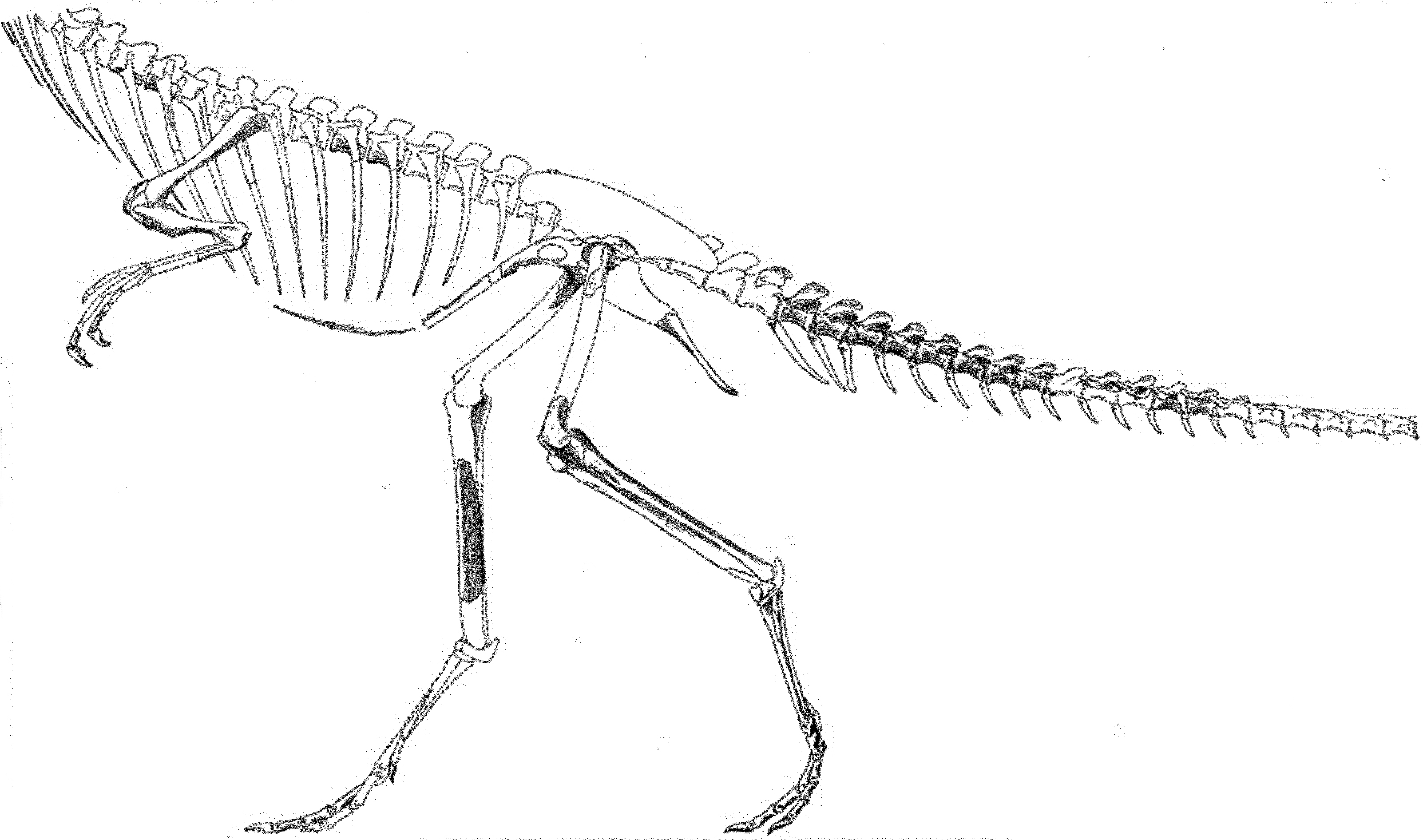
Dessin du squelette du seul spécimen de Segisaurus halli (découvert sans son crâne).

Segisaurus avait en gros la taille d'une oie et était un bipède théropode primitif. Il faisait un mètre de long, 50 cm de haut et pesait de 4 à 7 kilos. Le spécimen découvert étant un jeune adulte, sa taille maximale reste inconnue. Il était agile et insectivore, possiblement charognard.
Le fossile fragmentaire — qui ne comprenait pas le crâne — laisserait penser que Segisaurus est étroitement apparenté au plus connu Coelophysis, bien que le premier ait des os pleins et le deuxième des os creux.
En 2005, une analyse de sa hanche conduite par M.T. Carrano le rapprocha plus de Procompsognathus.

## Dans la culture populaire
En 1994, l'Azerbaïdjan a émis un timbre à l’effigie de Segisaurus et d'un Coelophysis.

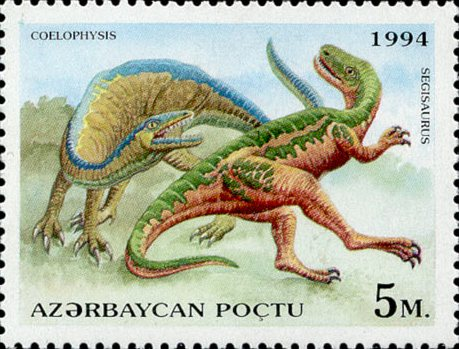